# Yiğit Kirazcı
Mustafa Yiğit Kirazcı (* 17. August 1983 in Istanbul) ist ein türkischer Schauspieler.

## Leben und Karriere
Mustafa Yiğit Kirazcı wurde am 17. August 1983 in Istanbul geboren. Er besuchte die Koç Lisesi. Danach studierte er an der Bilgi Üniversitesi. Sein Debüt gab ser 2007 in der Fernsehserie Son Tercih. 2016 bekam er in der Serie Seviyor Sevmiyor die Hauptrolle. Unter anderem war Kirazcı 2020 in Çatı Katı Aşk zu sehen. Im selben Jahr wurde er für den Film Aşk Tesadüfleri Sever 2 gecastet. 2021 bekam Kirazcı in der Serie 50m2 eine Nebenrolle.

## Filmografie (Auswahl)
Filme
- 2008: Cin Geçidi
- 2015: Tabula Rosa
- 2018: Baba Nerdesin Kayboldum
- 2018: İyi Oyun
- 2020: Aşk Tesadüfleri Sever 2
- 2021: Aşkın Kıyameti
- 2022: Mucize Aynalar

Serien
- 2007: Son Tercih
- 2011: Mavi Kelebekler
- 2012: Sudan Bıkmış Balıklar
- 2016: Seviyor Sevmiyor
- 2017: Seni Kimler Aldı
- 2019: Galiçya İşgal Altında
- 2020: Çatı Katı Aşk
- 2020: Hizmetçiler
- 2021: Ex Aşkım
- 2021–2022: Evlilik Hakkında Her Şey